# Persia's Got Talent
Persia's Got talent este un spin-off al spectacolului britanic de talente Got Talent care se adresează publicului vorbind persan din întreaga lume, în principal în Iran (cunoscut și sub numele de „Persia”).  Este produs în afara Iranului și este difuzat pe MBC Persia, parte a Centrului de Radiodifuziune din Orientul Mijlociu, începând cu 31 ianuarie 2020.
1. ↑  Nyheter, S. V. T. (30 noiembrie 2019), TV-produktion i Älvsjö når miljonpublik – men tittarna finns inte i Sverige (în suedeză), SVT Nyheter zero width space character în |title= la poziția 76 (ajutor)
2. ↑  Rohollah Faghihi (2019-12-11T06:50:11+0000), Has Iran's award-winning actress left Iran to escape prosecution? - Al-Monitor: Independent, trusted coverage of the Middle East (în engleză), www.al-monitor.com Verificați datele pentru: |date= (ajutor)
3. ↑  „copie arhivă”. Arhivat din original la 31 ianuarie 2020. Accesat în 16 februarie 2020.
4. ↑  Persia Got Talent (în arabă), www.mbc.net
5. ↑  Persia's Got Talent la Internet Movie Database